# 塔古尔冈沙达尔乌帕齐拉
塔古尔冈沙达尔乌帕齐拉是孟加拉国的一个乌帕齐拉，位于朗布尔专区的塔古尔冈县。

## 地理
塔古尔冈沙达尔乌帕齐拉的坐标为26°01′15″N 88°28′00″E / 26.0208°N 88.4667°E，总面积为683.45平方公里。

## 人口
据1991年孟加拉国人口普查，塔古尔冈沙达尔乌帕齐拉共有79823户人家，总计422728人口，其中男性占比51.7%，女性占比48.3%，成年人口为214112。该地7岁以上人口之平均识字率为30.1%，低于全国平均水平（32.4%）。